# 兼本新吾
兼本 新吾（かねもと しんご、1932年10月12日 - 1991年2月24日）は、日本の声優、俳優。福岡県出身。

## 来歴
福岡県立福岡高等学校卒業。
新協劇団、TBS放送劇団、土の会を経て、劇団河に所属していた。
劇団櫂で芝居をしていた。
1991年2月24日、脳内出血のため死去。58歳没。

## 人物
声種はバリトン。
福岡出身であることを活かして、「質実剛健な九州男児」といった役どころに持ち味を発揮した（『巨人の星』の左門豊作、『赤胴鈴之助』の龍巻雷之進など）。
趣味は柔道、空手。
ささきいさおによるとお酒好きで、打ち上げの時には東京都新宿区で2人で紹興酒を4本飲んでいたという。

## 後任
兼本の死後、持ち役を引き継いだ人物は以下の通り。
| 後任・代役 | キャラクター名     | 概要作品                                 | 後任・代役の初担当作品                  |
| ---------- | ------------------ | ---------------------------------------- | --------------------------------------- |
| 中尾隆聖   | ドルーピー         | 「ドルーピー」                           | 『トムとジェリー ドルーピーといっしょ』 |
| 出口博文   | 龐統               | 『三国志』                               | 『三国志 完結編・遥かなる大地』         |
| 渡部猛     | 神成               | 『ドラえもん（テレビ朝日版第1期）』      | 第451回Aパート                          |
| 渡部猛     | 左門豊作           | 『巨人の星』                             | 日本石油「イーナカード」テレビCM        |
| 桜井敏治   | 左門豊作           | 『巨人の星』                             | 『巨人の星 まんがビデオ』               |
| 川津泰彦   | 左門豊作           | 『巨人の星』                             | 「キリンレモン」テレビCM                |
| 増岡弘     | ポーキー・ピッグ   | 『バッグス・バニーのぶっちぎりステージ』 | TBA                                     |
| 増岡弘     | エルマー・ファッド | 『バッグス・バニーのぶっちぎりステージ』 | TBA                                     |
| 茶風林     | タミー             | 『ディズニー劇場 ガミー・ベアの冒険』    | 第22話                                  |
| 楠見尚己   | ドン・スラーゼン   | 『機甲界ガリアン』                       | 『サンライズ英雄譚』                    |
| 富田耕生   | フランケン         | 『怪物くん（テレビ朝日版）』             | 『CR怪物くん』                          |

## 出演作品（俳優）

### テレビドラマ
- 戦国群盗伝 第18話（1964年、CX / 東北新社） - 祈祷師
- 鬼平犯科帳 第44話「おみよは見た」（1970年、NET / 東宝） - 七蔵
- 太陽にほえろ!（NTV / 東宝）
  - 第234話「おさな子」（1977年） - 善さん（情報屋）
  - 第246話「赤ちゃん」（1977年） - 吉永康夫
  - 第285話「母の香り」（1978年） - 哲
  - 第424話「拳銃を追え!」（1980年） - 陳
  - 第543話「すりへった靴」（1983年） - 宮島（京浜トーイ工場長）
- 土曜ワイド劇場 / 探偵・神津恭介の殺人推理 第7作「呪縛の家」（1987年12月26日、ANB / 松竹）
- ゴリラ・警視庁捜査第8班 第36話「スイートメモリー」（1990年、ANB / 石原プロ） - 山梨県警刑事

## 出演作品（声優）
※太字はメインキャラクター

### テレビアニメ
1963年
- 鉄腕アトム (アニメ第1作)（1963年 - 1966年、田鷲警部、ガストン）

1965年
- 宇宙少年ソラン

1967年
- かみなり坊やピッカリ・ビー

1968年
- 怪物くん（TBS版）（オオカミ男）
- 巨人の星（1968年 - 1971年、左門豊作）
- ファイトだ!!ピュー太（テキーラ、重役）

1969年
- アタックNo.1
- ウメ星デンカ（フグ田）
- 巨人の星対鉄腕アトム（左門豊作）
- 佐武と市捕物控
- タイガーマスク（1969年 - 1971年、ジャイアント馬場 / ザ・グレート・ゼブラ、ザ・ドラキュラ、ミッキー〈ザ・アウトロー〉）

1970年
- 赤き血のイレブン（大平洋介）
- いじわるばあさん
- のらくろ（デカ）

1971年
- アニメンタリー 決断
- アパッチ野球軍
- 国松さまのお通りだい
- ゲゲゲの鬼太郎（第2作）（1971年 - 1972年、子泣きじじい〈代役〉 他）
- さるとびエッちゃん（1971年 - 1972年）
- 天才バカボン

1972年
- 赤胴鈴之助（雷之進）
- アニメドキュメント ミュンヘンへの道
- 海のトリトン（ゲルペス〈初代〉）
- 科学忍者隊ガッチャマン（1972年 - 1974年、みみずくの竜）
- 樫の木モック（大蛇）
- ど根性ガエル（1972年 - 1974年、客 他）
- ルパン三世 (TV第1シリーズ)

1973年
- 侍ジャイアンツ（巨人選手）
- ジャングル黒べえ
- ドラえもん（日本テレビ版）
- バビル2世（恒太郎 他）
- ミクロイドS

1974年
- 空手バカ一代
- 荒野の少年イサム
- 柔道讃歌（大東坊一郷）
- ドロロンえん魔くん

1976年
- 恐竜探険隊ボーンフリー（権田明）
- 大空魔竜ガイキング（ウミボーズン）

1977年
- 恐竜大戦争アイゼンボーグ（黒沢一平）
- ドカベン（1977年 - 1979年、犬飼武蔵）
- まんが 花の係長
- 新・巨人の星（1977年 - 1979年、左門豊作）

1978年
- 家なき子（アンディ船長）
- 科学忍者隊ガッチャマンII（1978年 - 1979年、みみずくの竜）
- キャプテン・フューチャー
- 女王陛下のプティアンジェ（バッキー）
- 宝島

1979年
- 科学忍者隊ガッチャマンF（1979年 - 1980年、みみずくの竜）
- こぐまのミーシャ（1979年 - 1980年、ゴリラ、バクスキー〈3代目〉 他）
- ザ☆ウルトラマン（1979年 - 1980年、マルメ）
- ゼンダマン（西郷さん）
- 野球狂の詩（先生、男C）

1980年
- 宇宙戦艦ヤマトIII（1980年 - 1981年、雷電五郎）
- 怪物くん（テレビ朝日版）（1980年 - 1982年、フランケン〈2代目〉、須留目博士、アメーラ、干し首男、ウラー、与作、ガブロ、モーグリ族 他）
- 釣りキチ三平（ジンの父）
- 伝説巨神イデオン（ギャムス）
- トム・ソーヤーの冒険（ギル）
- フウムーン
- 無敵ロボ トライダーG7（勇三）

1981年
- あしたのジョー2
- 忍者ハットリくん（しぶ柿さん）
- 最強ロボ ダイオージャ（コドク博士）
- 太陽の牙ダグラム（ディック・ラルターフ）
- めちゃっこドタコン（カポネゴリラ、ペロ）

1982年
- おちゃめ神物語コロコロポロン（Dr.ナハハ）
- Dr.スランプ アラレちゃん（1982年 - 1986年、まくさ、ホイ・クエン、メロン）
- ドラえもん（テレビ朝日版第1期）（1982年 - 1991年、犬、神成〈3代目〉 他）
- まいっちんぐマチコ先生
- 野生のさけび

1983年
- 愛してナイト（1983年 - 1984年、ジュリアーノ〈2代目〉）
- 銀河疾風サスライガー（コルノ）
- パーマン（子分、やくざ、山上、ボス、犯人、操縦士）

1984年
- 機甲界ガリアン（1984年 - 1985年、ドン・スラーゼン）

1985年
- あした天気になあれ
- オバケのQ太郎（テレビ朝日版）（神成、正太のパパの会社社長）
- 星銃士ビスマルク
- へーい!ブンブー
- 北斗の拳（ケマダ）

1986年
- 青春アニメ全集（和尚さん）
- ハイスクール!奇面組（主人）

1987年
- エスパー魔美（青山先生）
- ゲゲゲの鬼太郎（第3作）（茂作）
- シティーハンター（金田）
- めぞん一刻（八神の父）

1988年
- いきなりダゴン（ガリバルジー）
- 美味しんぼ（銀五郎、大塚）

1991年
- 八百八町表裏 化粧師（一平）

### 劇場アニメ
1960年代
- 怪物くん（1969年、オオカミ男）
- 巨人の星 行け行け飛雄馬（1969年）

1970年代
- 巨人の星 大リーグボール（1970年、左門豊作）
- 巨人の星 宿命の対決（1970年、左門豊作）
- タイガーマスク ふく面リーグ戦（1970年、ジャイアント馬場）
- 新巨人の星（1977年、左門豊作）
- 科学忍者隊ガッチャマン（1978年、みみずくの竜）
- 新巨人の星2（1978年、左門豊作）

1980年代
- がんばれ!! タブチくん!! 初笑い第3弾 あゝツッパリ人生（1980年）
- 怪物くん 怪物ランドへの招待（1981年、侍従長）
- 機動戦士ガンダムII 哀・戦士編（1981年、コズン）
- 怪物くん デーモンの剣（1982年、フランケン）
- 巨人の星（1982年、左門豊作）
- Dr.SLUMP ほよよ! 宇宙大冒険（1982年、ホイ・クエン）
- ゴルゴ13（1983年、F・ガービンFBI本部長）
- チョロQダグラム（1983年）
- ドキュメント 太陽の牙ダグラム（1983年、ラルターフ）
- Dr.スランプ アラレちゃん ほよよ!世界一周大レース（1983年）
- SF新世紀レンズマン（1984年、ズウィルク）
- 綿の国星（1984年、ルンペン猫A）
- 火の雨がふる（1988年、石井）

1990年代
- 三国志 第二部・長江燃ゆ!（1993年、龐統〈初代〉）

### OVA
- 機甲界ガリアン 大地の章（1986年、ドン・スラーゼン）
- 機甲界ガリアン 天空の章（1986年、スラーゼン）
- 機甲界ガリアン 鉄の紋章（1986年、武将A）
- 機甲猟兵メロウリンク（1988年、ガルボネール・J・ボイル少佐）
- 敵は海賊〜猫たちの饗宴〜（1989年、ベスタ・シカゴ）

### 吹き替え

#### 洋画
- カウボーイ ※フジテレビ版
- 合衆国最後の日（オージー・ガルバス〈バート・ヤング〉）
- 華麗なる賭け（アーウィン・ウィーバー〈ジャック・ウェストン〉）※フジテレビ版
- グレムリン2 新・種・誕・生（ポーキー・ピッグ）※ソフト版
- 荒野の用心棒（チコ〈マリオ・ブレガ〉）※TBS新録版
- ゴッドファーザー PART II（ドン・チッチオ）※日本テレビ版
- サブウェイ・パニック（フランク〈ディック・オニール〉）
- 史上最大の作戦（シーン中尉〈スチュアート・ホイットマン〉）※日本テレビ版
- 新バニシング IN 60″ スピードトラップ（ビリー〈リチャード・ジャッケル〉）
- ナイトムーブス（ニック〈ケネス・マーズ〉）
- 南北戦争物語 愛と自由への大地（ジョン・ブラウン〈ジョニー・キャッシュ〉）
- ベスト・キッド ※テレビ朝日版
- 名犬ウォン・トン・トン（マレー・フロンバーグ〈フィル・シルヴァース〉）
- 奴らを高く吊るせ!
- ラ・マンチャの男（サンチョ・パンザ〈ジェームズ・ココ〉）
- リオ・ブラボー ※テレビ朝日新録版
- レマゲン鉄橋（シンナー准将〈E・G・マーシャル〉）※TBS版
- ロイ・ビーン（ファーメル〈ビル・マッキーニー〉）

#### ドラマ
- アウター・リミッツ（フレッド）
- 刑事コロンボ 秒読みの殺人（クリーニング屋、駐車場の警備員）
- プリズナーNo.6 思想転移（ウェイター）

#### 海外人形劇
- 海底大戦争 スティングレイ（エル・ハムラー）
- ジョー90 戦慄の脱獄囚（ロビンズ）
- フラグルロック（ジョン）
- ロンドン指令X 人工衛星スパイ（クローマー）

#### 海外アニメ
- ガミー・ベアの冒険（タミー〈初代〉）
- スパイダーマン（オブライアン警部）※テレビ東京版
- トムとジェリー（ドルーピー 〈初代〉、デカ吉チビ助 、オオカミ〈初代〉、ナレーション〈初代〉 他）（TBS系の一部作品）
  - 新トムとジェリー（様々なキャラクター、ナレーション 他）
  - おかしなおかしな トムとジェリー 大行進（クマのバーニー、ナレーション 他）
  - トムとジェリー大行進（モグラ 他）
- バッグス・バニーのぶっちぎりステージ（エルマー・ファッド〈初代〉、ポーキー・ピッグ〈初代〉、ナレーション 他）

### 特撮
- アンドロメロス（モルドの声）
- ウルトラ6兄弟VS怪獣軍団（シースリヤー）
- 恐竜戦隊コセイドン（ゴドメス帝王の声）
- チビラくん（学習鳥の声、ワルサー星人の声、ゴルバ家の御先祖様の声、テレビの男の声、電話の声、郵便屋の声、盗賊ゴルバの声、シャレコウベの妖怪の声、ガイ骨の声、アギラの声、シルエットの声）
- ロボット刑事（カミナリマンの声、タイホウマンの声）

### CM
- 公共広告機構（1984年度のCM「迷惑の輪」に劇団櫂のメンバーとして出演）